# Горам (Њујорк)
Горам (енгл. Gorham) насељено је место без административног статуса у америчкој савезној држави Њујорк.

## Демографија
По попису из 2010. године број становника је 617.
| Група             | 2000.    | 2010.       |
| Белци             | 0 (0,0%) | 597 (96,8%) |
| Афроамериканци    | 0 (0,0%) | 6 (1,0%)    |
| Азијати           | 0 (0,0%) | 1 (0,2%)    |
| Хиспаноамериканци | 0 (0,0%) | 11 (1,8%)   |
| Укупно            | 0        | 617         |